# Nephele destigmata
Nephele destigmata är en fjärilsart som beskrevs av Embrik Strand 1912. Nephele destigmata ingår i släktet Nephele och familjen svärmare. Inga underarter finns listade i Catalogue of Life.